# Убийственное лето
«Убийственное лето» (фр. L'Été meurtrier ) — французский художественный фильм, поставленный режиссёром Жаном Бекером по одноимённому роману Себастьяна Жапризо. Фильм удостоился четырёх премий «Сезар».

## Сюжет
Франция, 1975 год. В деревушку приезжает семья: муж, прикованный к инвалидной коляске, жена и их девятнадцатилетняя дочь Элиана. Девушка знакомится с Флоримоном — молодым местным пожарным. Но оказывается, что это вовсе не случайное знакомство. Дело в том, что Элиана появилась на свет в результате изнасилования её матери тремя подонками. Она предполагает, что одним из насильников является отец Флоримона. Девушка начинает собственное расследование.
В конце концов она нападает на след трёх человек, один из которых — отец Флоримона — уже мёртв. Прикидываясь любовницей одного из предполагаемых насильников, она задумывает план мести. Об этом плане она рассказывает своей школьной учительнице. Однако любовник узнаёт об этом и сообщает Элиане, что он не имеет никакого отношения к изнасилованию. Вдобавок он говорит, что отец Элианы, которого она ненавидит из-за мягкого характера, около 10 лет назад уже пытался найти насильников, но ещё тогда убедился в их невиновности.
Элиана возвращается к отцу, и тот ей рассказывает, что нашёл насильников и убил их всех до единого. Элиана прощает отца, но в это время учительница рассказывает Флоримону ошибочную версию Элианы. Флоримон хватает ружьё и в приступе гнева идёт мстить «обидчикам» своей жены. В конце концов Флоримон убивает друзей своего отца, которые по ошибке Элианы были записаны в насильники её матери.

## В главных ролях
| Актёр          | Роль     |
| -------------- | -------- |
| Изабель Аджани | Элиана   |
| Ален Сушон     | Флоримон |

## Прокат
Фильм имел успех в прокате, собрав более 5 млн зрителей.